# Karl Dietrich (Politiker, 1899)
Karl Dietrich (* 27. April 1899 in Besse; † 11. Januar 1941 in Kassel) war ein deutscher Gewerkschaftssekretär und Politiker (SPD).
Dietrich war der Sohn des Maurers Adam Jakob Dietrich (1875–1955) und dessen Ehefrau Anna Katharina geborene Brück (* 1876). Er heiratete am 24. Juni 1925 in Ober-Waroldern Anna Marie Hermine Kesting (* 1902). Er arbeitete bis 1923 als Maurergeselle und wurde im September 1923 hauptamtlicher Geschäftsführer des Baugewerkbundes in Korbach. 1927 war er Vorsitzender des Ortsvereins der SPD, des ADGB-Ortsausschusses und der Freien Turnerschaft in Korbach. 1925–1929 gehörte er der dreiköpfigen Fraktion der SPD in der Waldecker Landesvertretung an. Mit der Machtergreifung der Nationalsozialisten verlor er 1933 seinen Beruf als Gewerkschaftssekretär.